# Aspidoscelis dixoni
Aspidoscelis dixoni es una especie de lagarto del género Aspidoscelis, familia Teiidae, orden Squamata.

## Distribución
Se distribuye por Estados Unidos (condados de Hidalgo y Presidio).

## Taxonomía
Fue descrita por Scudday en 1973.
Tratamiento taxonómico
La especie aparece registrada y publicada en A New Species of Lizard of the Cnemidophorus tesselatus Group from Texas. Journal of Herpetology 7 (4): 363-371.